# 2012 BX34
2012 BX34 es un pequeño asteroide de 11 metros de diámetro que pasó muy próximo a la tierra el viernes 27 de enero de 2012. El asteroide pasó a 59,044 kilómetros de la tierra en su punto más cercano que ocurrió a las 15:30 GMT.